# 哈沙姆之战
哈沙姆之战，也称为康菲油田之战，是叙利亚内战和美军坚定决心行动的过程中，在2018年2月7日在叙利亚代尔祖尔省的哈沙姆和塔比耶镇附近发生的的一场军事交战。据报道，巴沙尔政权部队和亲政府民兵以及瓦格纳集团俄国雇佣兵在该地区与美国军队和叙利亚民主力量（SDF）交火，並且襲擊支援叙利亚民主力量的美軍，美軍發現有俄羅斯武裝組織參與行動，但為了避免與駐敘利亞的俄軍爆發直接軍事衝突，未有立即還擊，美國國防部先向俄羅斯國防部長谢尔盖·绍伊古查詢，俄羅斯方面卻回覆襲擊美軍的人員與俄軍無關，也否認當地的俄羅斯武裝組織是俄羅斯政府指派，美國在俄羅斯回覆查詢後排除了美俄兩軍在戰鬥中直接交火的風險，於是以美軍為首的坚定决心行动联盟在此战中对巴沙尔政权武装和瓦格納武裝進行猛烈的空袭和炮击。

## 美國和俄羅斯公佈
美国在戰事後称巴沙尔政府部队“对该地区的叙利亚民主力量总部发起了无端攻击”，而联军成员和叙利亚民主军一直处于幼发拉底河上双方认同的分界线以东8公里处，所以採取行動回應。
俄罗斯国防部于2018年2月8日发布的声明中表示这起事件是巴沙尔当局方面未经俄罗斯行动指挥部批准的侦查行动引起，并强调事件发生地没有俄罗斯军人。
美军方表示大约打死了100名瓦格纳/巴沙尔政权人员，巴沙尔方面指责美国对其军队进行“野蛮屠杀”，俄罗斯则指责美国出于占领附近油田的经济动机。 由于俄罗斯瓦格纳集团雇佣军在袭击中伤亡的报道不断出现，该事件被媒体称为“自冷战以来俄罗斯和美国公民之间的首次致命冲突”。

## 事后
俄羅斯入侵烏克蘭期间，由于瓦格纳集团首脑叶夫根尼·普里戈任同俄罗斯国防部之间的矛盾逐步公开化，瓦格纳在其所属网络媒体GreyZone以及瓦格纳的Telegram群组中发布了其在此战中遭受重大伤亡的照片指责国防部未能对其提供支援，证明俄罗斯国防部所谓“事件发生地没有俄罗斯军人”的说法不实。由於俄羅斯國防部在這次與美軍發生的武裝衝突不但未有支援瓦格納武裝，還對美國稱當地的俄羅斯僱傭兵與俄羅斯國防部無關，埋下瓦格納負責人叶夫根尼·普里戈任和俄羅斯國防部長谢尔盖·绍伊古之間的積怨，至2023年6月引發瓦格納集團兵變。